# 1983-as Dakar-rali
Az 1983-as Dakar-rali 1983. január 1-jén rajtolt Párizsból, és január 20-án ért véget Dakar városában. Az 5. alkalommal megrendezett versenyen 132 motoros, és 253 autós egység vett részt.

## Útvonal
A versenyzők 12.000 km megtétele után érték el Dakar városát. Franciaország, Algéria, Niger, Mali, Mauritánia és Szenegál útjain haladt a mezőny.
| Szakasz | Dátum                 | Honnan            | Hova              | Össztáv (km) |
| ------- | --------------------- | ----------------- | ----------------- | ------------ |
| 1       | január 1.             | Párizs            | Gremuses          |              |
| 2       | január 2.             | Gremuses          | Guarrigues        |              |
|         | január 3. – január 4. | Utazás Afrikába   |                   |              |
| 3       | január 5.             | Algír             | Touggourt         | 771          |
| 4       | január 6.             | Touggourt         | Ouargla           | 171          |
| 5       | január 7.             | Ouargla           | Chebaba           | 442          |
| 6       | január 8.             | Chebaba           | Bordj Omar Idriss | 459          |
| 7       | január 9.             | Bordj Omar Idriss | Illizi            | 320          |
| 8       | január 10.            | Illizy            | Djanet            | 401          |
| 9       | január 11.            | Djanet            | Chirfa            | 532          |
| 10      | január 12.            | Chirfa            | Dirkou            | 240          |
| 11      | január 13.            | Dirkou            | Agadez            | 617          |
| 12      | január 14.            | Agadez            | Ingal             | 115          |
| 13      | január 15.            | Ingal             | Nara              | canc.        |
| 14      | január 16.            | Nara              | Timbreda          | 162          |
| 15      | január 17.            | Timbreda          | Kiffa             |              |
| 16      | január 18.            | Kiffa             | Kaedi             | 307          |
| 17      | január 19.            | Kaedi             | Tiougoune         | 470          |
| 18      | január 20.            | Tiougoune         | Dakar             | 130          |

## Végeredmény
A versenyt összesen 29 motoros és 94 autós fejezte be.

### Motor
|    | Versenyző       | Motor  |
| -- | --------------- | ------ |
| 1. | Hubert Auriol   | BMW    |
| 2. | Patrick Dobrecq | Honda  |
| 3. | Marc Joineau    | Suzuki |

### Autó
|    | Versenyző       | Motor    |
| -- | --------------- | -------- |
| 1. | Jacky Ickx      | Mercedes |
| 2. | André Trossat   | Lada     |
| 3. | Pierre Lartigue | Rover    |